# Робинсон, Стэнли
Стэнли Робинсон (англ. Stanley Robinson; 14 июля 1988 года Бирмингем, штат Алабама — 21 июля 2020) — американский профессиональный баскетболист. Играл на позициях лёгкого и тяжёлого форвардов. Был выбран в первом раунде драфта НБА 2010 года под 59-м номером командой «Орландо Мэджик», однако в НБА так и не сыграл ни одной игры.

## Студенческая карьера
Стэнли Робинсон учился в высшей школе Хаффмана в городе Бирмингеме и выступал за команду Коннектитут.

## Карьера в НБА
Стэнли Робинсон был выбран под пятьдесят девятым номером на драфте НБА 2010 года «Орландо Мэджик». 16 августа 2010 года он подписал годовой контракт с «Орландо». В октябре того же года, до начала регулярного сезона, Робинсон был отчислен из команды и в дальнейшем выступал за клубы Лиги развития НБА.

## Смерть
21 июля 2020 года Робинсон скончался в своём доме в Бирмингеме 21-го июля, через неделю после своего 32-го дня рождения.

### Статистика в Джи-Лиге
| Сезон                                                                                    | Команда                   | Регулярный сезон | Регулярный сезон | Регулярный сезон | Регулярный сезон | Регулярный сезон | Регулярный сезон | Регулярный сезон | Регулярный сезон | Регулярный сезон | Регулярный сезон | Регулярный сезон | Серия плей-офф | Серия плей-офф | Серия плей-офф | Серия плей-офф | Серия плей-офф | Серия плей-офф | Серия плей-офф | Серия плей-офф | Серия плей-офф | Серия плей-офф | Серия плей-офф |
| Сезон                                                                                    | Команда                   | GP               | GS               | MPG              | FG%              | 3P%              | FT%              | RPG              | APG              | SPG              | BPG              | PPG              | GP             | GS             | MPG            | FG%            | 3P%            | FT%            | RPG            | APG            | SPG            | BPG            | PPG            |
| ---------------------------------------------------------------------------------------- | ------------------------- | ---------------- | ---------------- | ---------------- | ---------------- | ---------------- | ---------------- | ---------------- | ---------------- | ---------------- | ---------------- | ---------------- | -------------- | -------------- | -------------- | -------------- | -------------- | -------------- | -------------- | -------------- | -------------- | -------------- | -------------- |
| 2010/11                                                                                  | Рио-Гранде Вэллей Вайперс | 5                | 0                | 6,1              | 64,7             | 100,0            | 71,4             | 1,6              | 0,4              | 0,4              | 0,2              | 5,8              | Не участвовал  | Не участвовал  | Не участвовал  | Не участвовал  | Не участвовал  | Не участвовал  | Не участвовал  | Не участвовал  | Не участвовал  | Не участвовал  | Не участвовал  |
| 2010/11                                                                                  | Айова Энерджи             | 22               | 2                | 15,9             | 52,6             | 24,4             | 69,6             | 4,2              | 0,5              | 0,5              | 0,4              | 9,2              | 8              | 0              | 16,4           | 48,1           | 14,3           | 69,2           | 5,6            | 0,0            | 0,9            | 1,3            | 7,8            |
| 2011/12                                                                                  | Айова Энерджи             | 8                | 0                | 14,8             | 50,0             | 25,0             | 52,9             | 5,1              | 0,9              | 0,0              | 0,5              | 6,0              | Не участвовал  | Не участвовал  | Не участвовал  | Не участвовал  | Не участвовал  | Не участвовал  | Не участвовал  | Не участвовал  | Не участвовал  | Не участвовал  | Не участвовал  |
|                                                                                          | Всего                     | 35               | 2                | 14,3             | 53,1             | 27,7             | 65,7             | 4,0              | 0,6              | 0,4              | 0,4              | 8,0              | 8              | 0              | 16,4           | 48,1           | 14,3           | 69,2           | 5,6            | 0,0            | 0,9            | 1,3            | 7,8            |
| Наведите курсор мыши на аббревиатуры в заголовке таблицы, чтобы прочесть их расшифровку. |                           |                  |                  |                  |                  |                  |                  |                  |                  |                  |                  |                  |                |                |                |                |                |                |                |                |                |                |                |

### Статистика в NCAA
| Сезон | Команда     | Conf     | Class | GP  | GS  | MPG  | FG%  | 3P%  | FT%  | RPG | APG | SPG | BPG | PPG  |
| --- | ----------- | -------- | ----- | --- | --- | ---- | ---- | ---- | ---- | --- | --- | --- | --- | ---- |
| 2006/07 | Коннектикут | Big East | FR    | 31  | 13  | 17,2 | 37,4 | 38,1 | 66,1 | 4,4 | 0,8 | 0,3 | 0,5 | 5,1  |
| 2007/08 | Коннектикут | Big East | SO    | 33  | 32  | 27,7 | 47,1 | 41,8 | 67,2 | 6,5 | 1,2 | 0,5 | 1,3 | 10,4 |
| 2008/09 | Коннектикут | Big East | JR    | 28  | 24  | 24,9 | 50,5 | 13,0 | 63,5 | 5,9 | 1,2 | 0,6 | 1,1 | 8,5  |
| 2009/10 | Коннектикут | Big East | SR    | 34  | 34  | 34,2 | 52,5 | 34,2 | 62,9 | 7,6 | 1,0 | 0,9 | 1,2 | 14,5 |
| Всего | Всего       | Всего    | Всего | 126 | 103 | 26,2 | 48,5 | 35,1 | 64,6 | 6,2 | 1,0 | 0,6 | 1,0 | 9,8  |
| Наведите курсор мыши на аббревиатуры в заголовке таблицы, чтобы прочесть их расшифровку Статистика приведена с сайта sports-reference.com |             |          |       |     |     |      |      |      |      |     |     |     |     |      |